# Shatterline
Shatterline — відеогра, безкоштовний шутер від першої особи від української компанії Frag Lab, яка розташована у Києві. 8 вересня 2022 року гра вийшла в дочасний доступ у Steam. Реліз запланований 5 грудня 2024 року.

## Режими
Ігровими персонажами є 8 оперативників, з унікальними особливостями та здібностями. У грі наявні 27 одиниць унікальної зброї, яку можно кастомізувати.

### PvP
У грі наразі доступні 4 постійних PvP режими, і 6 мап для них: лабораторія смерті, старе місто, нізіда, острів, термінал, барракуда.

### Кооператив
- Експедиція — PvE режим із rogue-подібними елементами, де команда до 3 осіб виконує завдання у зоні зіткнення з іншопланетною загрозою. Після виконання основного завдання команда може завершити експедицію, чи продовжити її, так, доти всі основні завдання не будуть виконані

## Сетинг
Події гри відбуваються у 2028 році, в умовах війни людства з Кристаліном — міжзоряним суперорганізмом, який трансформує інші організми у собі подібні. На його заваді стоїть команда Шеллгард, який складається, зокрема, з імунів — людей, несприятливих для іншопланетної «чуми».
Серед людей є і стрейфери — фанатики, які вважають Кристалін способом, щоб підняти себе на наступний етап еволюції.